# 弗吉尼亚大学圆厅图书馆
弗吉尼亚大学圆厅图书馆（通称）是位于弗吉尼亚大学最初办学地之大草坪的一栋建筑。托马斯·杰斐逊设计此馆，意在表现「自然的权威与理性的力量」，而取法于罗马的万神庙。馆舍始建于1822年，竣工于1826年杰斐逊逝世后不久。新落成的大学其校园以馆舍环绕图书馆（是为圆厅首要的功能）而非教堂分布的设计特异于当年英语世界其他大学的通行做法。于许多人而言，此圆厅即象征了杰斐逊之分离教会与教育的信念，也代表了其人终其一生对教育与建筑的献身。圆厅图书馆于1966年入列美国国家历史名胜之中，于1971年作为弗吉尼亚大学历史区的一部分再获指定。
弗吉尼亚大学校舍、其临近区域以及不远处蒙蒂塞洛的杰斐逊故居共同组成一处世界遗产，受国际保护。此遗产是由现代人建造而成，如此而能获联合国教科文组织认定者在美国仅有六处（其余五处为：波多黎各圣胡安历史遗址、圣安东尼奥布道区、独立厅、自由女神像及赖特的建筑作品）。
于当年而言圆厅图书馆造价为57773美元（约合2006年之992792美元）。其直径与高度皆为77英尺（23）。

## 历史

### 设计之背景影响
杰斐逊的设计受到安德烈亚·帕拉第奥所绘建筑画影响，为帕拉第奥式建筑的范例。据信杰斐逊之灵感的直接来源为帕拉第奥《建筑四书》贾科莫·莱奥尼译本1721年版中万神庙的图绘，杰斐逊藏有此书，且在建馆过程中有提及之。然而杰斐逊虽利用万神庙详细的测量数据为其圆厅建筑比例的指导，圆厅的空间尺寸实则远不如之。万神庙的内径为143英尺（44），而杰斐逊圆厅的外径亦仅77英尺（23）之多，杰斐逊本人语之为：「是万神庙直径的一半，于是占地就是四分之一，体积是八分之一。」
本杰明·拉特罗布在其日期记为1817年7月17日的信件中向杰斐逊建言，首倡于大草坪起首处建造带有穹顶的中央大楼，于圆厅的设计中，拉特罗布的影响甚为重大。杰斐逊的弗吉尼亚大学三号馆（Pavilion III）亦于拉特罗布的设计图基础上建设。
在此馆的一些显眼的重要细节处杰斐逊也奉帕拉第奥的模式为圭臬。杰斐逊曾致书时任美国驻里窝那领事托马斯·艾普尔顿询问价格：「十个科林斯式柱首，用在略小于32英寸的柱上，再有八打的半柱首，直径一样，用在从墙里突出一个半圆的壁柱上，这是从罗马的圆厅或者说万神庙那里复制过来的，就像帕拉第奥描绘的那样。」

### 设计与建造

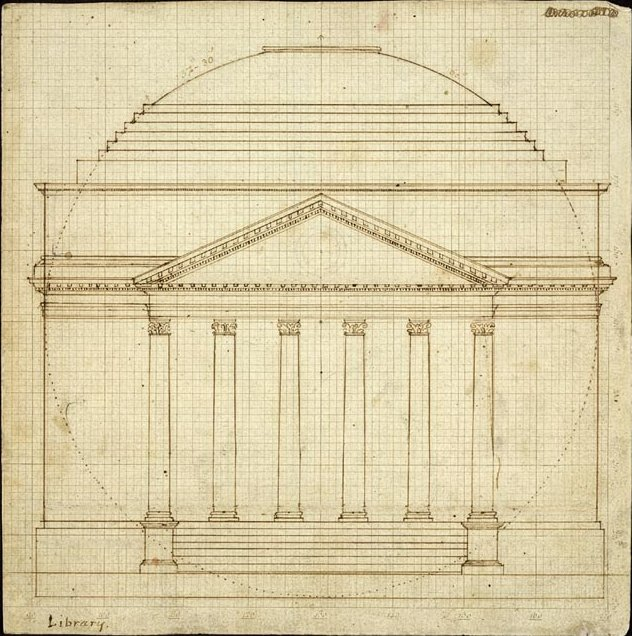
圆厅1819年的草图

拉法耶特侯爵于1824年至1825年访美期间，与美国前总统詹姆斯·麦迪逊同杰斐逊一道出席大学的开幕宴会，在尚未完工之圆厅的穹顶室（Dome Room, the）中共进晚餐。拉法耶特向杰斐逊敬酒，称其为「弗吉尼亚大学之父」。杰斐逊为之感动，后来将此句刻在墓碑上。大学于1904年获法国政府赠送拉法耶特的半身像以为拉、杰二人的友谊增辉。今日此像在馆内北椭圆形室中。
然而此馆之建造有奴隶工人的参与，今日弗吉尼亚大学校园内有受奴役劳动者纪念碑，其直径经特意设计，与图书馆一致。
弗吉尼亚大学于大学中首开先河，令学生可专攻天文学领域学问。杰斐逊曾戏作一想法，在穹顶室内部绘以夜空图景，以助学生学业。杰斐逊驰想过远，至于开始设计机械，可借之令学生「漂浮」空中而从更近的不同角度研究天体。机械还备有控制装置，学生用之可环绕穹顶移动星辰。此奇思终被放弃，但若其实现则将成为美国第一台天象仪。今日学生通过投影等手段投射星图于圆厅穹顶之上，得偿杰斐逊之夙愿。1882年，在麦考密克天文台协助下，观测者于圆厅台阶上观测得当年的金星凌日。

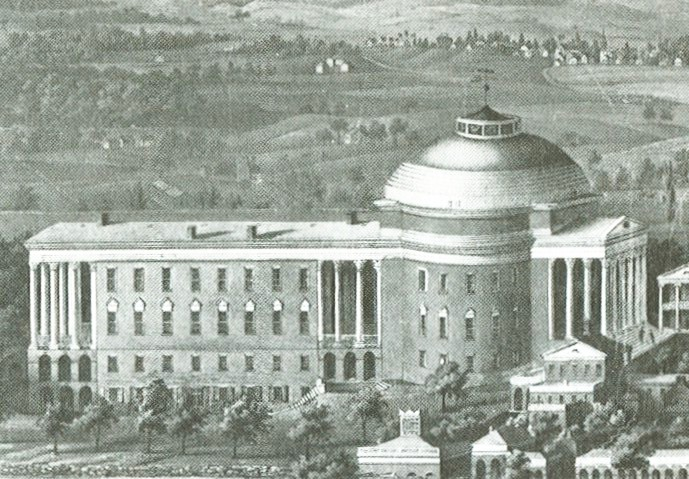
圆厅與北側建筑「配楼」

1853年，由于学校不堪人数重负，需增加教室空间，圆厅北侧加建建筑「配楼」（Annex, the），其又称为「新厅」（New Hall）。此配楼今已不存，其罕见照片可在弗吉尼亚大学网上视觉历史藏品中查看。 
1895年，有大火起于配楼，火势惨烈，圆厅尽毁。弗吉尼亚大学学生抢救出托马斯·杰斐逊的等身大理石肖像，其由亚历山大·高尔特于1861年赠予大学，为学生看来圆厅中最重要之物。学生亦从圆厅穹顶室中抢救出大学图书馆部分的书籍，从配楼教室中也抢救出多种科学仪器。大火过后不久，大学全体教员即向监事会动议重建项目，要求重建圆厅，并将所损失配楼中的教室空间以大草坪南端的一系列建筑代替。圆厅依闻名全美的建筑师斯坦福·怀特所改设计重建。新设计将木质穹顶换成防火的砖砌穹顶，其由纽约古斯塔维诺公司供应，而于1898年至1899年建造，外表面则由铜板覆盖。杰斐逊原设计的圆厅有三层楼，怀特之设计只二层楼，而穹顶室更大。另外，配楼不获重建。

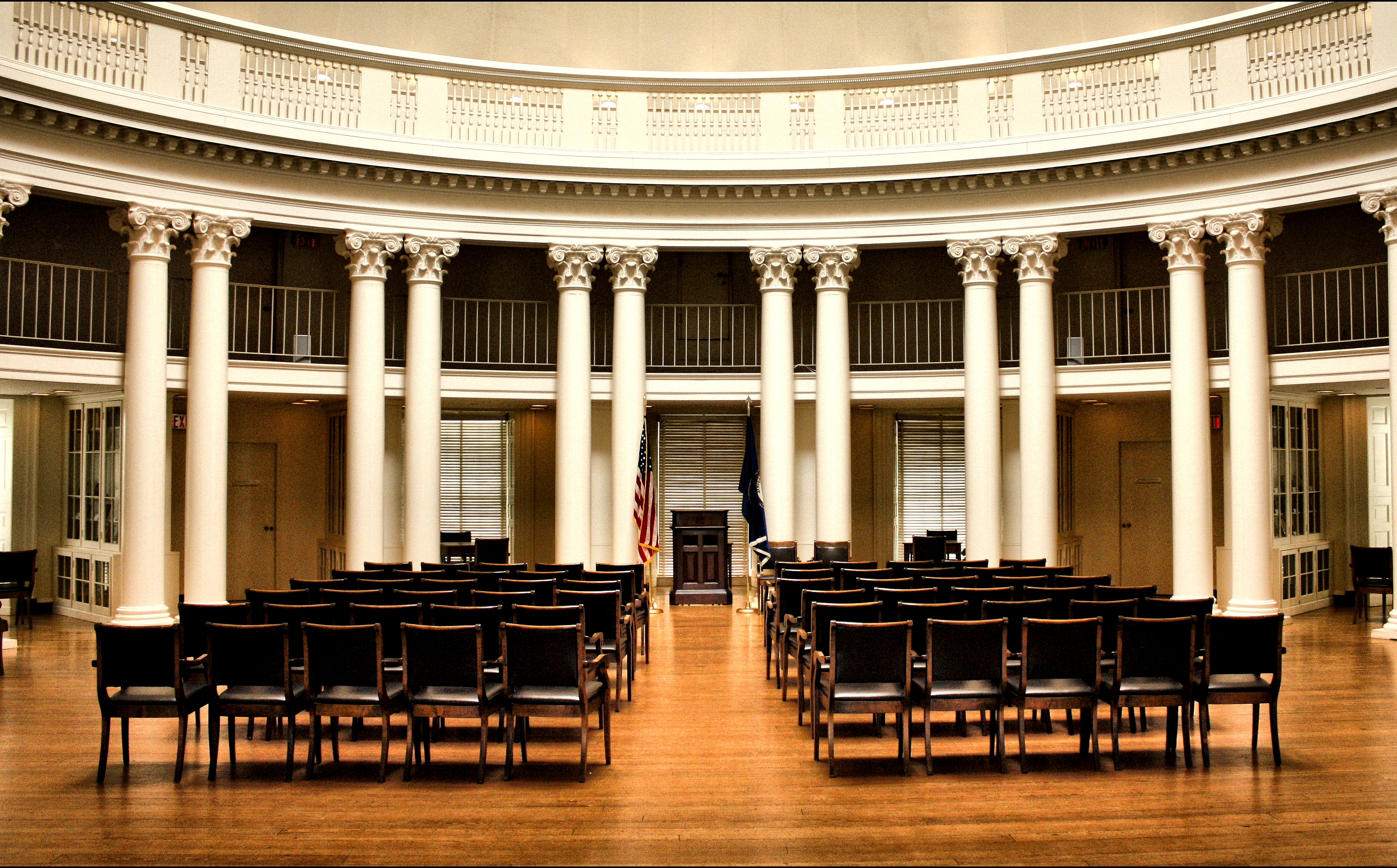
圆厅穹顶室，摄于2011年

1976年，值美国建国二百周年之际，怀特设计的圆厅内部拆空完全重建，耗费240万美元而得恢复杰斐逊之旧观。穹顶外表面的铜板换成钢板，漆以白色。《美国建筑师学会期刊》美国建国二百周年特辑中，学会称杰斐逊的圆厅、大草坪及附近蒙蒂塞洛的居所为「美国建筑在过去二百年中最值得自豪的成就」。
圆厅南侧有牌匾一块，其上列有大学于南北战争期间死难的在校及毕业生姓名。南侧其余牌匾列有一战期间死难的在校及毕业生姓名，北侧的牌匾则列有其于二战、朝鲜战争、越南战争乃至伊拉克战争期间死难者的姓名。
今日大学之博士生在北椭圆形室中作论文答辩，而许多活动（包括大草坪住户每月的晚宴）则于穹顶室中举行。其他重要活动有在圆厅台阶上举办者，此台阶也是弗吉尼亚大学大草坪裸奔活动相传多年的起点处。
2012年，大学展开一项大型的建筑工程，意在修复翻新年日已久的圆厅图书馆。工程之第一期将圆厅的钢制屋顶外表换为铜制。工程师将进度提前数月，然能为2013届毕业班所见者仍只是未经粉刷的铜色屋顶。翻新期间，底楼墙内发现一座十九世纪的化学实验室，中有加热炉和精巧的通风系统，由一系列砖砌通道组成，足称特色。翻新之后的圆厅在2016年9月开放。

## 建筑遗产

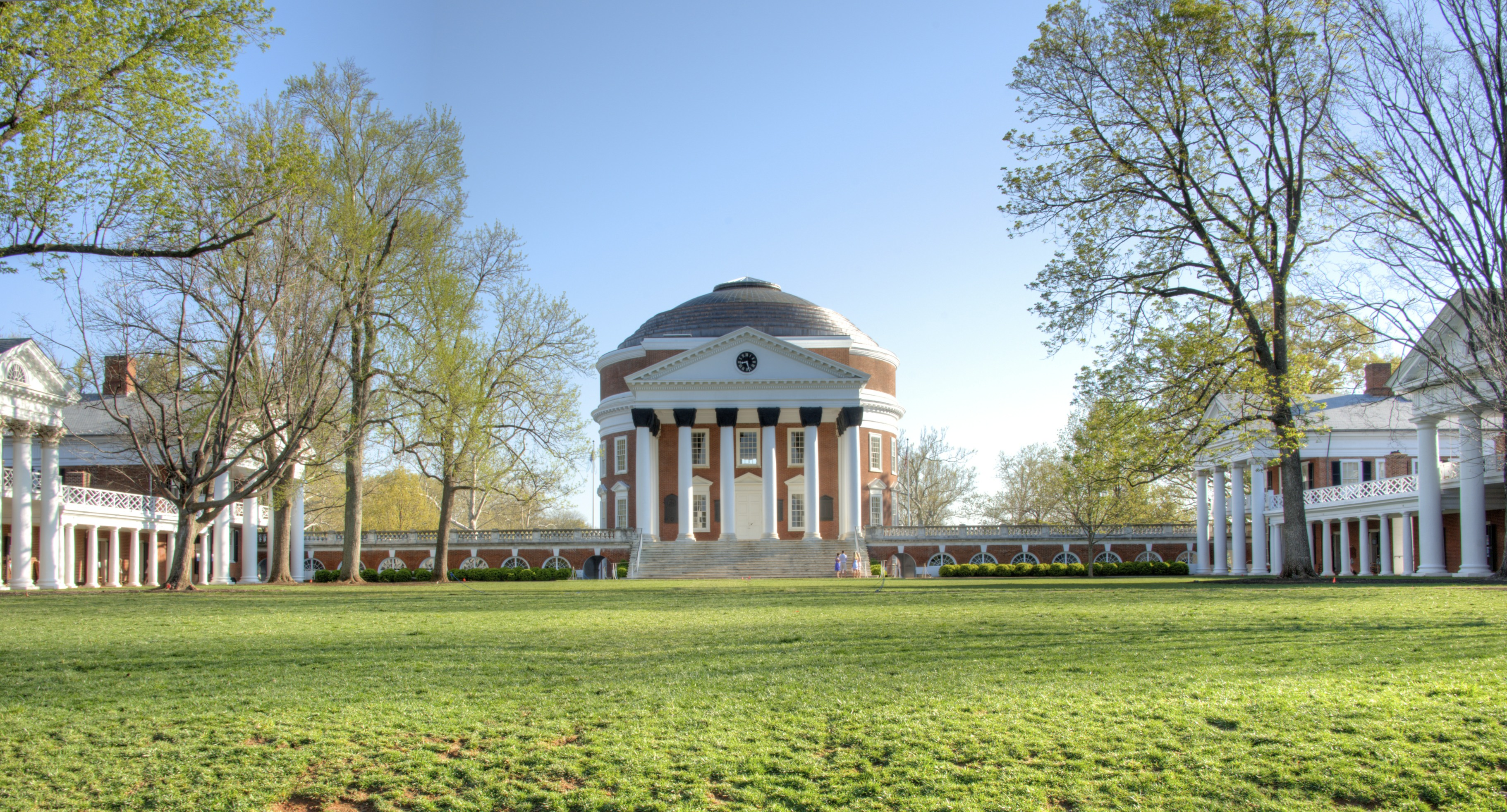
圆厅图书馆與前方大草坪

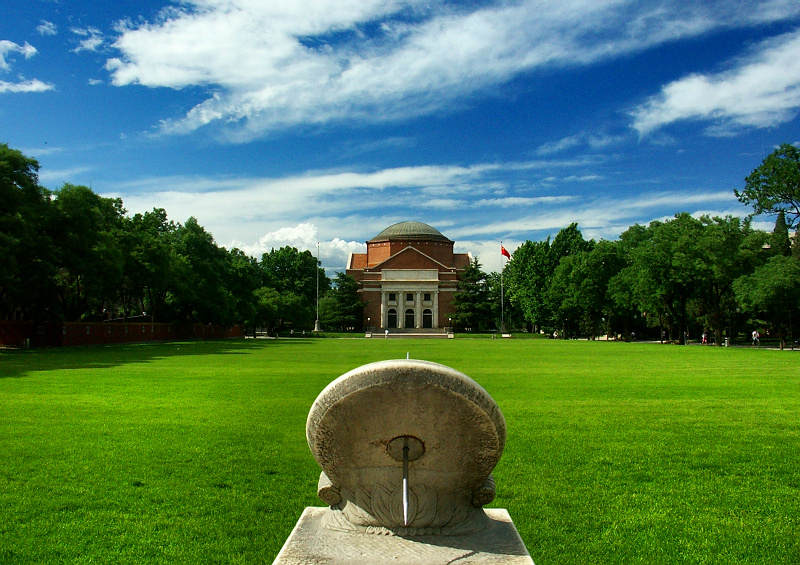
清华大學大禮堂與前方大草坪

圆厅图书馆及大草坪启发的诸多设计中，最著名者即为于首端矗立类似圆厅图书馆的建筑之广阔绿地，其代表有：1892年之于杜克大学、1902年之于约翰斯·霍普金斯大学、1907年之于伊利诺伊大学、1910年之于莱斯大学、1915年之于皮博迪学院（现属范德堡大学）、1916年之于特拉华大学绿地、1916年之于麻省理工学院基利安庭院以及1917年之于清华大学大礼堂。此外，美国南方卫理公会大学之达拉斯堂、雪城大学之亨德里克斯礼拜堂、佛罗里达州立大学法学院及路易斯维尔大学之格罗迈尔堂皆取法自杰斐逊设计的此圆厅图书馆。1932年落成之耶鲁神学院的斯特林神学四合院相当程度上基于弗吉尼亚大学之学术村，然圆厅的位置由马昆德礼拜堂代替。
阿拉巴马大学之最初的校区即仿照杰斐逊设计的圆厅及大草坪而建。彼处的圆厅完工于1933年，同样容纳有大学的图书馆。然而，其处连同余下多数校园公共建筑皆于美国内战中作为威尔逊突袭的一部分遭兵燹而毁。

## 参看
- 弗吉尼亚州的美国国家历史名胜
- 受奴役劳动者纪念碑（英语：Memorial to Enslaved Laborers）（其直径与圆厅一致）

### 文内引注
1. ↑  原文「diminished」按，西方柱的直径常随高度减小。
2. ↑  原信中只写了一个「I.」，为「inch」的略写。后文「八打」的「打」类似，只写了一个「do.」。
3. ↑  原文为「30 minutes」。